# Ježkův vlečkový most
Ježkův vlečkový most je bývalý železniční most, kulturní památka v Blansku v Jihomoravském kraji. Jedná se o pozůstatek po vlečce, která vedla do Ježkovy továrny hospodářských strojů. Dnes se nachází na levém břehu řeky Svitavy, kterou kdysi překonávala.

## Historie
Původní jednokolejný příhradový most zhotovily Kleinovy železárny v Sobotíně před rokem 1862. Překonával řeku Berounku v Dolních Mokropsech, na trati Praha-Beroun, zprovozněné v roce 1862. V roce 1872 podemlela voda jeden z jeho mostních pilířů. Bylo demontováno jak zřícené pole mostu, tak i ostatní pole mostu. Jednalo se o totiž  most Schifkornovy soustavy, vyrobený ze svářkové oceli. Po zřícení mostu v roce 1870 v Černovicích (Ukrajina), který byl stejného systému, byly Schifkornovy nosníky nahrazovány.
Rozvoj výroby v tehdejší firmě K. & R. Ježek Blansko (později Adast Blansko) zavdal kolem roku 1911 k výstavbě tovární vlečky, která měla Ježkovu továrnu propojit s železniční tratí. Vlečka musela překonat říční koryto Svitavy. Pro tento účel využil investor rušený most v Mokropsech a odkoupil jej. Do Blanska byl most dopraven v roce 1912.
V době kdy byla stavěna na nádraží průjezdní kolej pro rychlíky, si Ježkova továrna dojednala prodloužení koleje na úroveň továrny. Zde byla postavena točna s přístupem na most. Z točny byly vagony do továrny dopraveny pomocí lana a navijáku. Toto řešení bylo z pohledu denního provozu na vlečce dostačující.[zdroj?]
Na konci druhé světové války byl most Němci podminován a bylo v plánu jej vyhodit do povětří. Dne 9. května 1945 jej zachránil zaměstnanec Ježkovy továrny zámečník Karel Musil, který nepozorovaně most odminoval. Most v poválečném období nadále sloužil továrně K. & R. Ježek, která byla v roce 1946 znárodněna. V roce 1963 se stala továrna pobočným závodem Adamovských strojíren. K 1. lednu 1993 se blanenský závod vyčlenil ze strojíren jako samostatná akciová společnost. Od tohoto roku již vlečka a most nebyly využívány. V roce 1996 byla snesena kompletně vlečka a na místě zbyl jen most, který již sloužil pro pěší jen jako zkratka přes řeku.[zdroj?]
Na začátku roku 2009 bylo rozhodnuto o úpravách koryta řeky z důvodu protipovodňové ochrany. Most měl být při té příležitosti snesen. Z důvodu, že o most žádný z předešlých majitelů neprojevil zájem, stal se tzv. věcí opuštěnou. Správy mostu se tedy ujalo Blansko, které jej následně za symbolickou 1 Kč prodalo spolku Kolejová, která se o most stará. Most byl tedy v říjnu 2009 snesen na nábřeží řeky Svitavy, kde byl umístěn.[zdroj?]
Dne 24. února 2010 byl most vyhlášen kulturní památkou.